# Eupalamides
Eupalamides é um gênero de traça pertencente à família Brachodidae.